# 电机
電機（英語：electric machine）又称電力機械，是機械能與電能之間轉換裝置的通稱，指依靠电磁感应运行且具有能做相对运动部件的机械，可将电能转换成机械能或将机械能转换成电能的装置。研究电机的学科，称为电机学（electrical machinery）。
電機轉換電能和機械能是雙向的，大部分應用的是電磁感應原理。由機械能轉換成電能的電機，通常稱做“發電機”；把電能轉換成機械能的電機，被稱做“電動機”。其余的還有其他的新型電機出現，比如超聲波電機（应用壓電效應），就不用電磁感應原理。然而，靜止電機則指的是變壓器，即将一种电压下的电能变为另一种电压下的电能。一般电机都是上述分类交集，如：径向磁场交流电动机就是最常见的一种电机。

## 能量
按电能被消耗或是转化出来。

#### 发电机
一般是将机械能转化为电能的电机。

#### 电动机

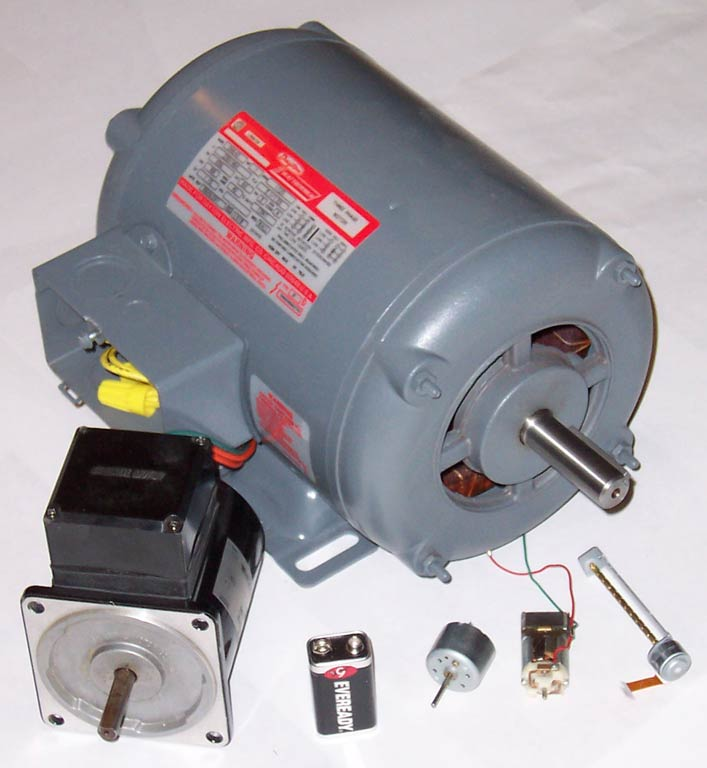
各種大小馬達及當作尺寸比較用之9伏特電池

电动机是将电能转化为机械能。电动机主体包括运动部分（转子）和静止部分（定子）。在电动机工作过程中，从定子绕组输入电能，从转子轴上输出机械能。
- 变频电机：为变频器设计的电机，是变频专用电机，变频电机可以在变频器的驱动下实现不同的转速与扭矩，以适应负载变化的需求。

## 磁场
电机之所以能够传递或转化电能，一个基本条件是存在一个耦合磁场。建立磁场的电流称为励磁电流，两者关系可由安培环路定律来描述。在此基础上，通过定义磁阻和磁导可以得到磁路欧姆定律：即作用于磁路上的磁动势等于磁阻乘以磁通。
电机和变压器的铁芯都用磁导率很高的硅钢片制成。这种铁磁材料的磁导率大，可以增强磁场，用较小的励磁电流产生较大的磁通。
按主磁场的方向是在转轴的直径方向还是转轴方向，即径向还是轴向来分类。

#### 径向磁场电机
目前多数电机都是径向磁场电机。即它的主磁场沿转轴方向通过径向磁场的相互作用发电或电动的电机。

#### 轴向磁场电机
轴向磁场电机也叫“圆盘电机”。它的主磁场沿转轴方向。

### 电流形式
电流可分为直流电和交流电，故对应的电机也可分为交流电机和直流电机。

#### 直流电机
电能的形式是直流电的电机，包括直流发电机和直流电动机。

#### 交流电机
电能的形式是交流电的电机，包括交流发电机和交流电动机。